# Sophie Cunningham
Sophie Elizabeth Cunningham (nacida el 16 de agosto de 1996) es una jugadora de baloncesto profesional estadounidense de Indiana Fever de la Asociación Nacional de Baloncesto Femenino (WNBA). Jugó baloncesto universitario para los Missouri Tigers. Cunningham asistió a Rock Bridge High School en Columbia, Missouri, y se convirtió en el máximo anotador de todos los tiempos del programa de baloncesto femenino.

## Carrera universitaria
Cunningham jugó cuatro temporadas de baloncesto universitario en la Universidad de Misuri en Columbia, Misuri, para los Tigres.

## Carrera profesional

### Phoenix Mercury (2019–2025)
Cunningham fue seleccionada como la decimotercera (13.ª) elección general del draft de la WNBA de 2019 por Phoenix Mercury. Cunningham fue la octava (8va) alumna de la Universidad de Misuri en ser seleccionada para la WNBA y fue la selección más alta para una ex Tiger.

### Indiana Fever (2025-presente)
El 31 de enero de 2025, Cunningham estuvo involucrado en un intercambio de cuatro equipos que involucraba a Phoenix Mercury, Dallas Wings, Connecticut Sun y Indiana Fever.

## Carrera de analista
En diciembre de 2022, Cunningham se convirtió en analista recurrente de los Phoenix Suns en su programa Suns Live!. Cobertura televisiva previa al partido, del entretiempo y posterior al partido.